# Retspsykiatrisk afdeling
Retspsykiatrisk afdeling er en praktisk betegnelse for en psykiatrisk afdeling, der fortrinsvis behandler psykisk syge i forbindelse med sigtelse og dom for en lovovertrædelse. Langt de fleste patienter med sindssygdom, der har begået kriminalitet behandles på almindelige psykiatriske afdelinger.
Helt speciel er Sikringsafdelingen ved Psykiatrihospitalet i Nykøbing Sjælland, under Region Sjælland. Den består af 3 selvstændige afsnit med hver 10 døgnpladser, og behandler særligt farlige psykotiske patienter i henhold til dom, retskendelse eller farlighedsdekret.
Målet med opholdet på en retspsykiatrisk afdeling er – ud over at helbrede og resocialisere – at forhindre at patienterne falder tilbage i kriminalitet. Se desuden retspsykiatri.